# Унру, Фриц фон
 Фриц фон Унру  (нем. Fritz von Unruh; 10 мая 1885, Кобленц — 28 ноября 1970, Диц) — немецкий драматург, чьё творчество относят к экспрессионизму.

## Биография
Родился в военной семье. Соблюдая традиции рода, большую часть своей жизни провёл в армии. В результате изучения истории написал первую свою драму «Луи-Фердинанд, принц прусский». Другая пьеса Унру — «Офицеры» (1912), имела шумный успех. Раздражение прусской военщины против автора заставило его выйти в отставку. После объявления войны 1914 году он снова вступил в армию. Участвовал в боях за Реймс — здесь же возник первоначальный вариант его стихотворной «думы» — «Перед решением» (Vor der Entscheidung, 1914). Уже в период первых германских побед пришёл к осуждению войны, а затем и к страстному отрицанию существующего общественного строя. На полях Вердена зародилось наиболее сильное произведение его переходного периода — прозаический рассказ о верденских боях — «Жертвенный путь» (Der Opfergang, 1916, 2 Aufl., 1919). Тогда же, во время скитаний по фронту, Унру задумал трилогию «Род» и набросал первую его часть — того же названия (Geschlecht). В начале революции исповедовал отвлечённый республиканизм и космополитизм, пророча гибель старому миру.

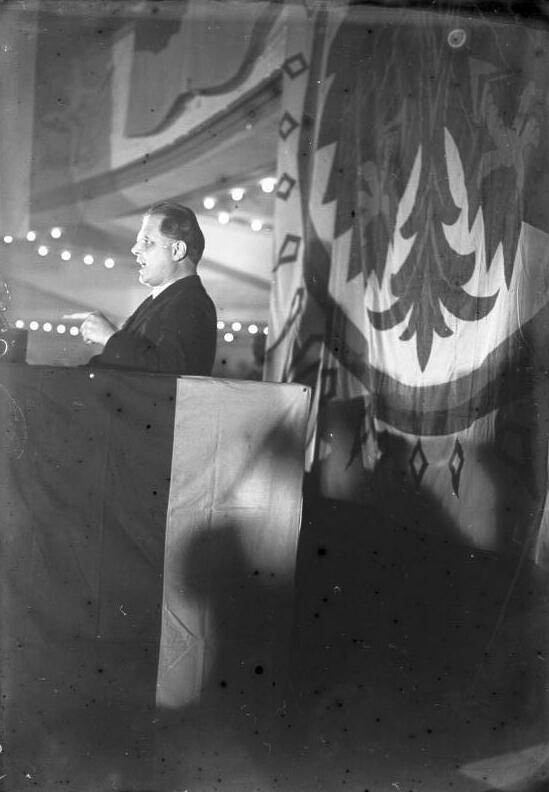
Фриц фон Унру выступает на митинге Железного фронта, 1932

Социальные чаяния Унру построены на моральной основе. Даже в краткий период сочувствия социализму он не смог приблизиться к подлинному пониманию потрясшей Европу катастрофы. В 1920 году он закончил вторую часть трилогии: «Площадь» (Platz) и приступил к третьей (Dietrich). Первые части трилогии произвели, несмотря на свою отвлечённость, огромное впечатление в Германии. После «Сада роз» (Rosengarten, 1923) и пьесы «Генрих фон Андернах» (Heinrich von Andernach, 1925), написанной ко дню тысячелетия Рейнской провинции, был избран членом прусской Академии словесности (1926), в которой оставался до государственного переворота 1933 года. Был соучредителем леволиберальной Республиканской партии Германии (1924). После поездки в Париж и Лондон написал наивно-космополитическую книгу «Крылья Ники» (Flügel der Nike, 1924). В эти годы он возомнил себя пророком общественного обновления, выступал с речами в Германии и за границей. С 1933 года находился в эмиграции.

## Награды
- Командорский крест Ордена «За заслуги перед Федеративной Республикой Германия» (1955)
- Премия Генриха Клейста (1914)
- Премия Вильгельма Раабе (1947)
- Премия Гёте (1948)
- медаль Карла фон Осецкого (1966)